# Kristina Adorjan
Kristina Adorjan (* 9. März 1979 in Győr, Ungarn) ist eine Psychiaterin, Ordentliche Professorin für Psychiatrie und Psychotherapie der Universität Bern und Direktorin der Universitätsklinik für Psychiatrie und Psychotherapie der UPD Bern.

## Leben

### Ausbildung
Nach dem Schulbesuch 1985 bis 1997 leistete sie bis 1998 ein Freiwilliges Soziales Jahr bei der Initiative Christians for Europe ab.
Anschließend studierte sie von 1998 bis 2003 Betriebswirtschaft an der Hochschule für angewandte Wissenschaften Kempten und schloss das Studium als Diplom Betriebswirtin (Dipl. sc. ec.) ab.
Von 2000 bis 2005 studierte sie außerdem Politikwissenschaften an der Hochschule für Politik München, was sie als Diplom-Politikwissenschaftlerin (Dipl. sc. pol. Univ.) abgeschlossen hat.
Von 2004 bis 2011 studierte sie Medizin in München an der Ludwig-Maximilians-Universität München und der Technischen Universität München, was sie 2011 mit dem Staatsexamen abschloss. 2012 erhielt sie die Approbation und 2013 promovierte sie zum Dr. med. an der TU München.
Im September 2019 wurde sie Fachärztin für Psychiatrie und Psychotherapie, 2020 habilitierte sie zum Dr. med. habil. mit dem Thema „Multidimensional and population-based genetico-epidemiological research in Africa“ an der LMU München und wurde Privatdozentin. Sie schloss im Januar 2020 eine Zusatzqualifikation Suchtmedizinische Grundversorgung ab.

### Berufliche Tätigkeit in München
Seit Mai 2015 war sie Wissenschaftliche Mitarbeiterin am Institut für Psychiatrische Phänomik und Genomik (IPPG) in München. Im Juli 2022 wurde sie Adjunct Assistant Professor für Psychiatrie an der Jimma University, Ethiopia, wo sie im Rahmen eines Projektes dieses Instituts tätig war.
2014 bis 2019 arbeitete sie Assistenzärztin in der Klinik für Psychiatrie und Psychotherapie am Klinikum der LMU München, ab 2020 dann als Oberärztin.
Ab 2020 bis Januar 2024 war sie Stellvertretende Direktorin der Klinik für Psychiatrie und Psychotherapie am Klinikum München der LMU. Einen Ruf an die Martin-Luther-Universität Halle auf eine Professur für Psychiatrie und Psychotherapie 2023 lehnte sie ab und nahm einen Ruf nach Bern an.

### Berufung nach Bern
Seit Februar 2024 ist sie als Nachfolgerin von Werner Strik ordentliche Professorin für Psychiatrie und Psychotherapie an der Universität Bern und die neunte Direktorin der Universitätsklinik für Psychiatrie und Psychotherapie der UPD Bern (heutiger Name seit 2011).
Sie sei sehr daran interessiert, die drei Bereiche Medizin, Wirtschaft und Politik zu verbinden und die psychiatrische Versorgung insbesondere in der Schweiz, aber auch in Entwicklungsländern zu verbessern.
Kristina Adorjan ist verheiratet und hat drei Kinder.

## Funktionen und Mitgliedschaften
In München war sie seit September 2014 Mitglied des „Center for International Health“ an der LMU und seit Januar 2021 ist sie Vorstandsmitglied des CINP (International College of Neuropsychopharmacology).
Sie war seit Juni 2021 Mitglied im Steering Committee für Pandemic Preparedness" im Network Universitätsmedizin (NUM) und ist seit März 2021 Secretary sowie seit Februar 2024 Co-Vorsitzende der Sektion Military Psychiatry  der World Psychiatrie Association (WPA).
Seit Juli 2022 ist sie Mitglied der European Alliance for Global Health und seit Oktober 2022 Co-Vorsitzende vom Publikation Committee der European Psychiatric Association.
Im Juni 2024 wurde sie sie Generalsekretärin der World Federation of Societies of Biological Psychiatry (WFSBP)

## Auszeichnungen
Im November 2019 wurde sie von der DGPPN für die Erforschung psychischer Erkrankungen in Afrika ausgezeichnet.

## Publikationen und Forschungsschwerpunkte
Sie gibt folgende Forschungsschwerpunkte an:
Global Mental Health, Psychiatrische Genetik, Biologische Psychiatrie, Versorgungsforschung in der Psychiatrie, Pandemiemanagement, COVID bezogene psychische Belastung und Post-COVID
Ihre Publikationsliste auf PubMed umfasst rund 130 Arbeiten, die überwiegend gemeinschaftlich mit anderen Autoren verfasst wurden und diese Themen umfassen.